# Simplicispira metamorpha
Simplicispira metamorpha es una bacteria gramnegativa del género Simplicispira. Fue descrita en el año 2006, es la especie tipo. Su etimología hace referencia a cambiante. Anteriormente conocida como Aquaspirillum metamorphum. Es aerobia y móvil por flagelos bipolares. Catalasa positiva. Se ha aislado de una infusión de mariscos.